# Lèma (Savalou)
Lèma è un arrondissement del Benin situato nella città di Savalou (dipartimento delle Colline) con 8.147 abitanti (dato 2006).